# Ривіньяно-Теор
Ривіньяно-Теор (італ. Rivignano Teor) — муніципалітет в Італії, у регіоні Фріулі-Венеція-Джулія,  провінція Удіне. Муніципалітет утворено 1 січня 2014 року шляхом об'єднання муніципалітетів Ривіньяно та Теор.
Ривіньяно-Теор розташоване на відстані близько 450 км на північ від Рима, 70 км на північний захід від Трієста, 26 км на південний захід від Удіне.
Населення — 6363 особи (2012).

## Демографія
Населення за роками:

## Сусідні муніципалітети
- Бертіоло
- Поченія
- Ронкіс
- Тальмассонс
- Вармо
- Палаццоло-делло-Стелла